# (8947) Mizutani
(8947) Mizutani (1997 CH26) – planetoida z pasa głównego asteroid okrążająca Słońce w ciągu 4,57 lat w średniej odległości 2,75 au. Odkryta 14 lutego 1997 roku.